# Noux
Noux (finska: Nuuksio) är en stadsdel i Esbo stad och hör administrativt till Gamla Esbo storområde. Noux är känt för Noux nationalpark. Solvalla idrottsinstitut finns i Noux, liksom Finlands naturcentrum Haltia.
Noux är ett gammalt bynamn som tidigare stavats bland annat Noox (1540), Noosis (1541), Nooxby (1552) och Nowx (1556). Man antar att namnet härstammar från ett samiskt ord som betyder svan (till exempel nordsamiskans njukča, enaresamiskans njuhčâ och skoltsamiskans njuhčč).

## Se även

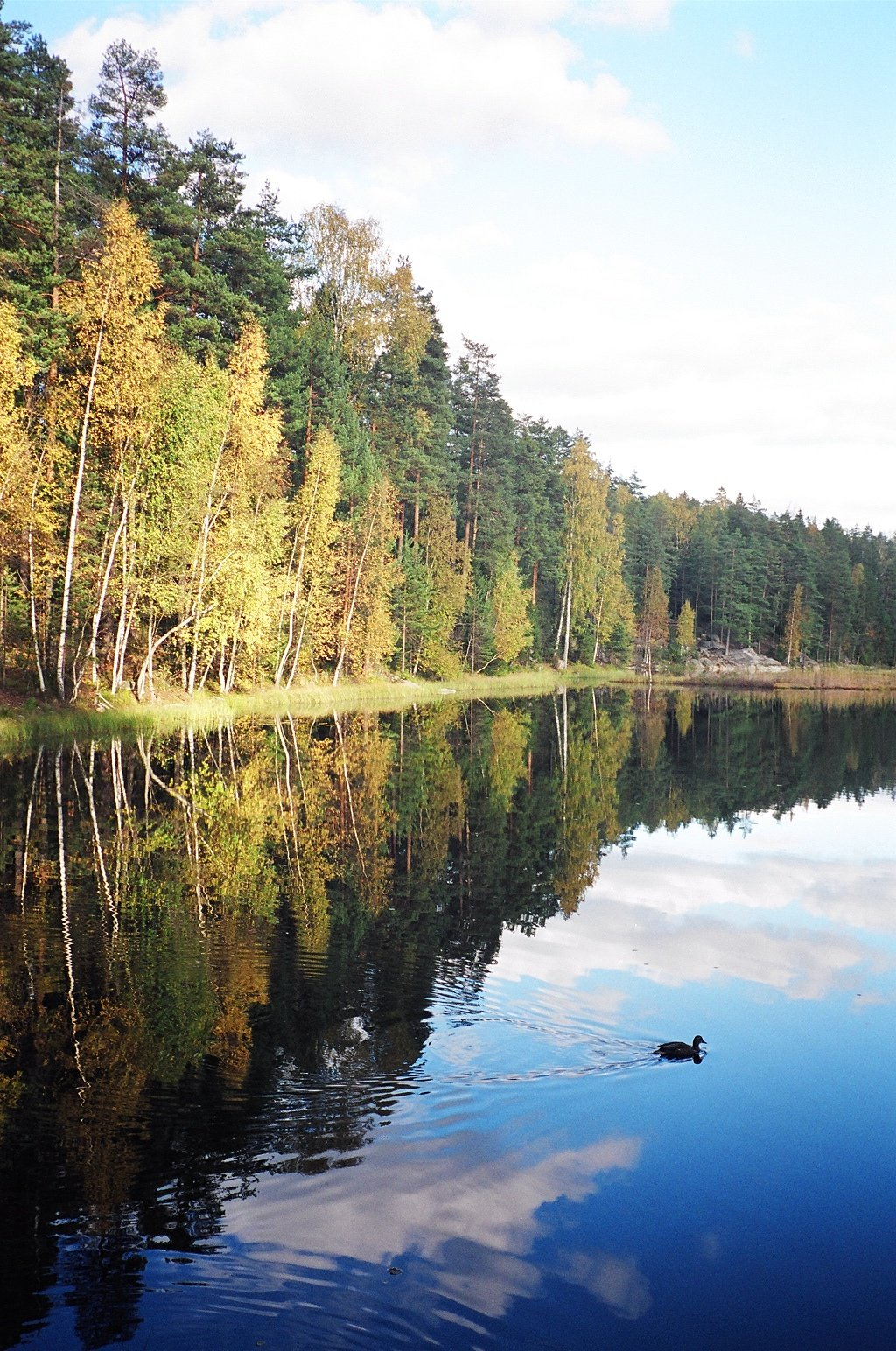
Sjön Mustalampi i Noux nationalpark